# Juliusz Sabinus
Iulius Sabinus (zm. 78 n.e.) – galijski arystokrata z plemienia Lingonów, przyłączył się do powstania Batawów pod wodzą Juliusza Cywilisa w latach 69-70 n.e. Po klęsce powstania długo ukrywał się wraz z żoną Epponiną, co stało się popularnym wątkiem we Francji z okresu rewolucji.

## Życiorys
Juliusz Sabinus pochodził z plemienia Lingonów, które dochowywało wierności Rzymowi w poprzednich niepokojach w Galii (powstanie Florusa i Sakrowira, powstanie Windeksa). Być może do wzrostu niezadowolenia wśród Lingonów przyczyniło się odebranie części terytoriów oraz brak nadania obywatelstwa rzymskiego mimo pomocy udzielanej rzymskim armiom nad Renem. Poza tym samym Sabinusem mogły kierować ambicje, gdyż wywodził swe pochodzenie od Juliusza Cezara. 
Przyłączenie się Sabinusa do rewolty Cywilisa nastąpiło w okresie dużego rozprężenia dyscypliny w rzymskich wojskach nad Renem. Doszło do tego, że zdemoralizowane oddziały zamordowały w Novaesium (obecnie Neuss) swego wodza Marka Hordeoniusza Flakkusa. Na tajnej naradzie w Colonia Agrippinensium (obecnie Kolonia) razem z Juliuszem Klassykusem i Juliuszem Tutorem z plemienia Trewerów próbowali przekonać inne plemiona galijskie (m.in. Ubiów i Tungrów) do współpracy i przyłączenia się do powstania Cywilisa.
Sabinus kazał tytułować się Cezarem, jednak jego próba nakłonienia siłą do współpracy wiernych Rzymowi Sekwanów zakończyła się porażką. Pokonany Sabinus ukrywał się przez dziewięć lat wraz ze swoją żoną Epponiną. W 78 n.e. Wespazjan uwięził w Rzymie Sabinusa i Epponinę, a następnie po przesłuchaniu kazał stracić. Jednego z ich synów również o imieniu Sabinus wysłał do Delf, gdzie miał go spotkać Plutarch, a drugiego do Egiptu, gdzie zginął w walce.

## Motyw Sabinusa w sztuce
Motyw Sabinusa i Epponiny stał się popularny we Francji w okresie rewolucji i był wykorzystywany w sztuce i przedstawieniach w XVIII i XIX wieku. Powstała wtedy m.in. tragedia Éponine Michel-Paul-Gui de Chabanona (1762), opera Sabinus w pięciu aktach wystawiona po raz pierwszy 4 grudnia 1773, której kompozytorem był François-Joseph Gossec oraz obrazy Nicolasa-André Monsiau, Alexandre Menjauda i Etienne-Barthélémy Garniera. Eponina występuje też jako fikcyjna postać powieści Nędznicy (1862) Wiktora Hugo. 

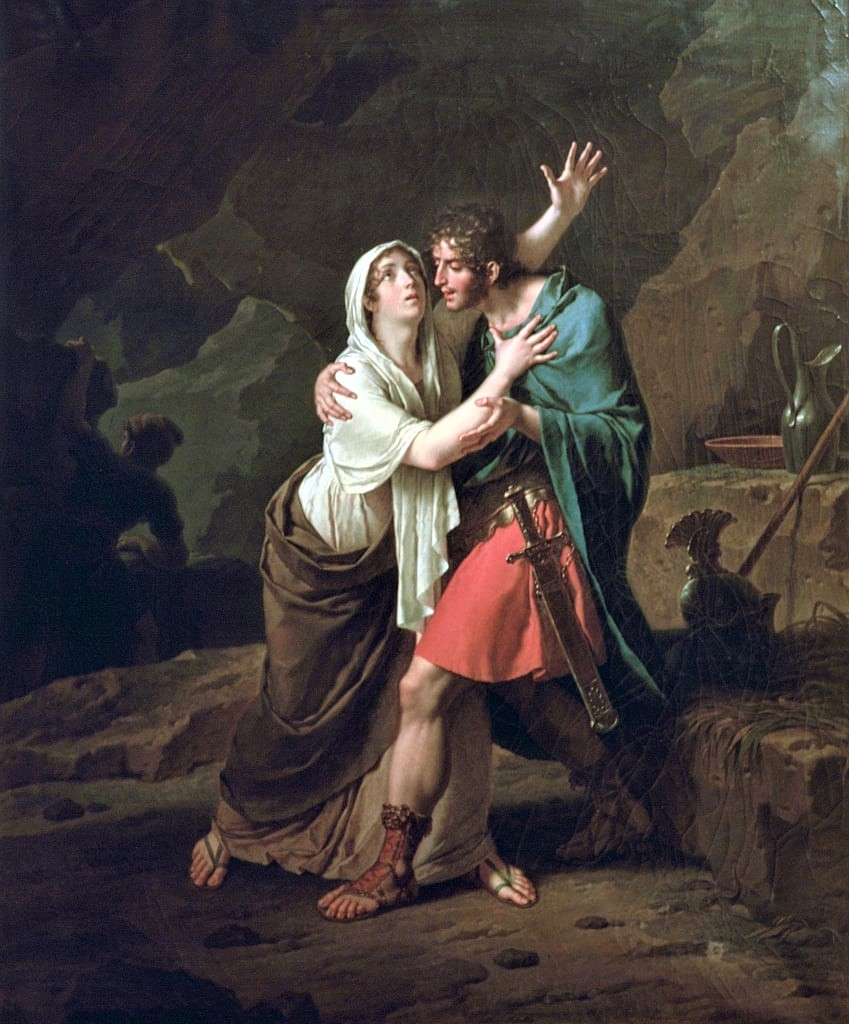
Éponine et Sabinus (1802) Nicolas-André Monsiau
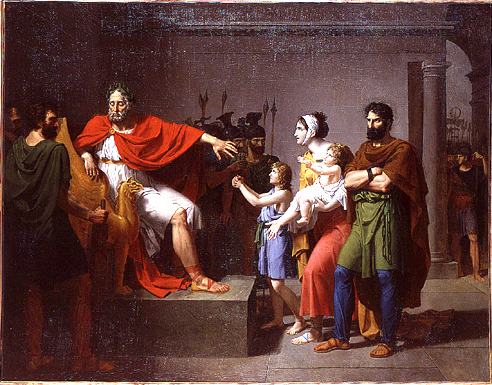
Eponine et Sabinus devant Vespasien (1802) Alexandre Menjaud
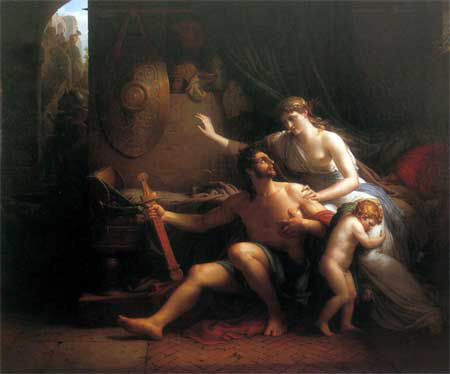
Éponine et Sabinius dans la grotte (1810) Etienne-Barthélémy Garnier
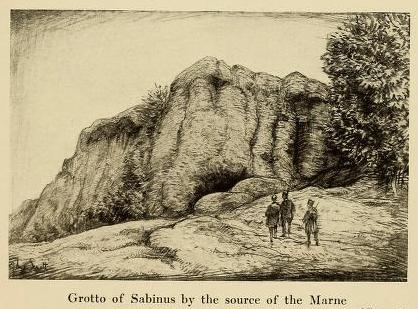
Jaskinia Sabinusa